# Алексеј Аракчејев
Гроф Алексеј Андрејевич Аракчејев (рус. Алексе́й Андре́евич Аракче́ев; Новгородска губернија, 4. октобар 1769 — село Грузино, 3. мај 1834) био је руски војни и државни делатник, по чину генерал артиљерије (од 1807. године), реформатор руске артиљерије. Као војник учествовао је у бици код Аустерлица (1805) и Финском рату (1808—1809).
Обављао је функцију Војног министра Руске Империје у периоду од 1808. до 1810, а од 1812. и као главни начелник императорске канцеларије од 1812. године.
За своју службу добио је бројна одликовања, од којих је најзначајнији Орден Светог Александра Невског првог степена.